# Амамџик
Амамџик, амамџика (мала бањица, авдеслук) домаће купатило у кућама турског стила; има га свака боља кућа. Обично је у једном углу собе, преграђено даскама; има врата и унутра полице. Под му је поплочан или бетониран; каде нема, већ се за купање доноси загрејана вода у ђугумима и тестијама. Прљава вода отиче покривеним каналом, званим водовача; служи и за прање руку. У новопазарским амамџицима уместо водоваче под је био у паду да би отицала вода, а изолован је водонепропусним малтером званим оросан.
Све су куће у варошима у Србији за време прве владе кнеза Милоша Обреновића (1815-1839) биле једног кроја; разлика је била само у величини. У собама у којима се спавало, био је иза пећи амамџик мала просторија у којој се купало и умивало. Везу амамџика са спаваћом собом наводи и Вук Караџић "Амамџик има у свакој Турској соби (ђе спавају људи са женама) за пећи."

## Порекло речи
Амамџик је деминутив од речи амам(турски: hamam, арапски: حمّام‎). У турском се деминутив гради додавањем суфикса – cık, -cuk, -cük, -çık, -çuk, -çük капија – капиџик, дувар, дуварџик, казан - казанџик (казанчић))

## Примери
Чемерикић наводи: 
- Однеси воду у амамџик.
- У амамџик се заптисала водовача.
- Турске амамџице су по големе зе наше.

## Место амамџика у оквиру спаваће собе
Амамџик је увек био дуж унутрашњег зида, насупрот прозорима. Једним својим зидом наслоњен је на земљану пећ, а са супротне стране пећи, је и полица за посуђе, тестије са водом, ђугуме и крчаге. Пећ се обавезно ложи из суседне просторије да би се чувала интима спаваће собе.

## Амамџик у конаку кнегиње Љубице
Приликом подизања конака амамџик је изграђен само уз кнегињину собу. Имао је мали прозор за вентилацију на фасадном зиду и осликану зидну декорацију. Мотив цвећа у вази био је чест на цариградским дворовима, одакле се као узор проширио по Османском царству. Сликана зидна декорација постојала је и у другим просторијама Конака, али је сачувана само у амамџику. Током подизања амама прозор је зазидан.